# Mauritânia colonial
O período de meados do século XIX a meados do século XX é o período colonial na Mauritânia .

## Relacionamento inicial com a Europa
Antes do século XIX, as potências europeias na África Ocidental estavam interessadas apenas no comércio costeiro; eles não tentaram nenhuma exploração interior importante e não estabeleceram assentamentos permanentes (exceto Saint-Louis). As empresas mercantis europeias na costa foram encarregadas de obter o maior lucro possível. Quatro dessas empresas francesas desfrutaram do monopólio oficial do governo francês do comércio do rio Senegal de 1659 a 1798. O contato com os Maures e os habitantes negros do vale só ocorria por meio do comércio. Desde o início, a influência francesa, competindo com os parceiros comerciais tradicionais do norte e leste da Mauritânia, veio através do Senegal.
Em 1825, o novo emir de Trarza, Muhammad al Habib, procurou reafirmar sua soberania sobre o reino de Oualo, protegido pela França, ao sul do rio Senegal, casando-se com a herdeira do reino. Esta ação, que as autoridades francesas consideraram uma ameaça hostil, combinada com os esforços do emir para vender goma-arábica aos britânicos, provocou uma forte reação francesa. Embora os Maures pudessem sitiar Saint-Louis, uma grande força expedicionária francesa derrotou as forças do emir. Os franceses concluíram que, para garantir a lucratividade contínua do comércio de goma-arábica, teriam de ocupar à força a margem norte do rio Senegal.

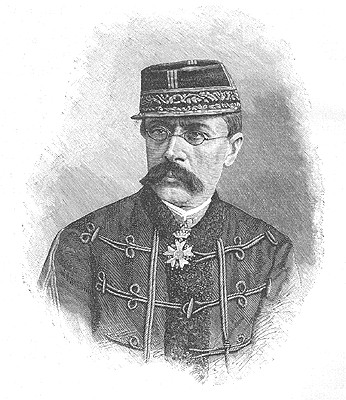
Louis Faidherbe

A implementar esta nova política foi Louis Faidherbe, o governador francês do Senegal de 1854 a 1861 e de 1863 a 1865. Em 1840, um decreto-lei francês estabeleceu o Senegal como uma possessão francesa permanente com um governo cuja jurisdição se estendia a todos os assentamentos então efetivamente sob controle francês, incluindo aqueles na Mauritânia. Ao assumir a governança desses assentamentos mauritanos, os governantes franceses desafiaram diretamente as reivindicações de soberania de Maure. Sob as ordens do novo governo de Luís Napoleão para acabar com o coutume, para garantir o comércio de goma-arábica e para proteger as populações sedentárias da margem sul dos ataques de Maure, Faidherbe conquistou o Reino de Oualo. Ele então voltou sua atenção para os emirados de Trarza e Brakna que se uniram contra ele. Os Maures atacaram Saint Louis em 1855 e quase conseguiram recuperar o assentamento, mas foram repelidos e derrotados um ano depois, ao norte do rio Senegal. Os tratados que encerraram a guerra estenderam um protetorado francês sobre Trarza e Brakna, substituíram o coutume por um desconto anual de 3% sobre o valor da goma arábica entregue e reconheceram a soberania francesa sobre a margem norte do rio Senegal.
Além de suas aventuras militares, Faidherbe patrocinou um programa ativo para realizar estudos geográficos e estabelecer laços políticos e comerciais. Em 1859 e 1860, Faidherbe patrocinou cinco expedições, incluindo uma que mapeou o Adrar, para todas as áreas do oeste e sul da Mauritânia.
Os sucessores de Faidherbe contentaram-se em manter seus ganhos e não embarcaram em novas aventuras militares . A política colonial francesa nessa época pode ser mais bem caracterizada pela advertência feita pelo Ministério Colonial ao governador do Senegal no final da década de 1870: "Não vamos ouvir de você." Com o quase abandono do Senegal pela França, a relativa calma criada no Chemama e no sul da Mauritânia pelos esforços de Faidherbe chegou ao fim. Os Maures retomaram suas práticas tradicionais de guerra destrutiva e pilhagem de vilas em Chemama. No controle virtual da administração colonial, as empresas comerciais de Saint-Louis venderam armas aos Maures, ao mesmo tempo em que equipavam as missões punitivas francesas. As expedições científicas à Mauritânia tornaram-se cada vez mais sujeitas a ataques, e seus líderes europeus foram mortos ou mantidos à espera de resgate. A óbvia fraqueza dos franceses e sua distração com os acontecimentos em outras partes da região encorajou os emires a exigir e garantir o restabelecimento do coutume.
No início do século XX, após 250 anos de presença francesa na Mauritânia, a situação pouco mudou. A guerra endêmica entre diferentes grupos Maure pode até ter aumentado, já que os mercadores franceses tornaram as armas prontamente disponíveis e as forças coloniais defenderam os campos ao norte do rio Senegal contra os saqueadores Maure. Embora formalmente sob a "proteção" dos franceses, os Maures eram ferozmente independentes como sempre.

## Pacificação
Em 1901, o governo francês adotou um plano de "penetração pacífica" para a organização administrativa de áreas então sob a suserania de Maure. O autor do plano foi Xavier Coppolani, um corso criado na Argélia, que foi enviado à Mauritânia como delegado do governo francês. Coppolani estabeleceu uma política não apenas para dividir, enfraquecer e pacificar os Maures, mas também para protegê-los. Embora ele tenha servido na Mauritânia por apenas quatro anos (1901–05), os franceses chamavam Coppolani de pai da colônia francesa da Mauritânia, e os Maures o conheciam como o "Conquistador do Pacífico" do território.
Durante este período, havia três marabus de grande influência na Mauritânia: Shaykh Sidiya Baba, cuja autoridade era mais forte em Trarza, Brakna e Tagant ; Shaykh Saad Bu, cuja importância se estendeu a Tagant e Senegal; e Shaykh Ma al Aynin, que exerceu liderança em Adrar e no norte, bem como no Saara espanhol e no sul do Marrocos . Ao alistar o apoio de Shaykh Sidiya e Shaykh Saad contra as depredações dos clãs guerreiros e a favor de uma Pax Gallica, Coppolani foi capaz de explorar os conflitos fundamentais na sociedade Maure. A sua tarefa foi dificultada pela oposição da administração do Senegal, que não valorizava os terrenos baldios ao norte do rio Senegal, e das empresas comerciais de Saint-Louis, para quem a pacificação significava o fim do lucrativo comércio de armas. No entanto, em 1904 Coppolani subjugou pacificamente Trarza, Brakna e Tagant e estabeleceu postos militares franceses na região central do sul da Mauritânia.
Como Faidherbe sugerira cinquenta anos antes, a chave para a pacificação da Mauritânia estava no Adrar. Lá, Shaykh Ma al Aynin havia começado uma campanha para neutralizar a influência de seus dois rivais - os marabus do sul, Shaykh Sidiya e Shaykh Saad - e para impedir o avanço dos franceses. Como o Shaykh Ma al Aynin gozava de apoio militar e moral do Marrocos, a política de pacificação pacífica deu lugar à conquista ativa. Em troca de apoio, Shaykh Ma al Aynin reconheceu as reivindicações do sultão marroquino de soberania sobre a Mauritânia, que formou a base para grande parte das reivindicações do Marrocos na Mauritânia no final do século XX. Em maio de 1905, antes que a coluna francesa pudesse partir para Adrar, Coppolani foi morto em Tidjikdja.

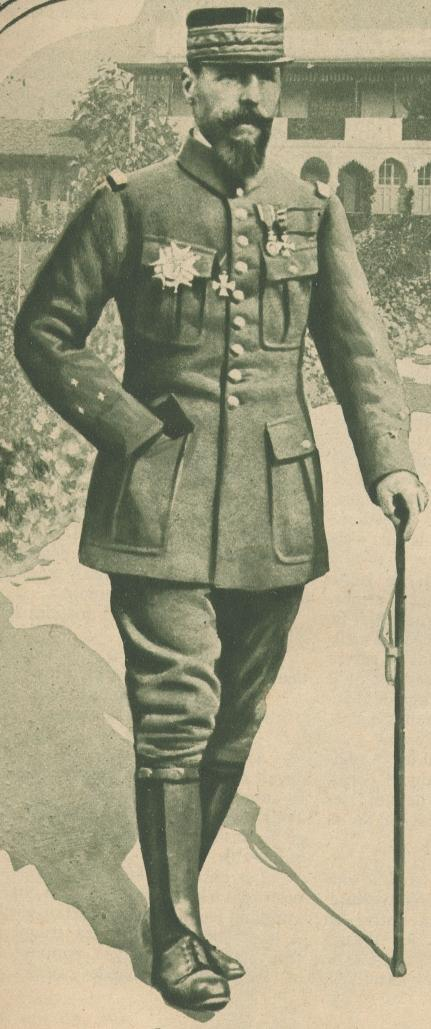
Henri Gouraud

Com a morte de Coppolani, a maré mudou em favor de Shaykh Ma al Aynin, que conseguiu reunir muitos dos Maures com promessas de ajuda marroquina. O governo francês hesitou por três anos enquanto o Shaykh Ma al Aynin instava uma jihad para levar os franceses de volta ao Senegal. Em 1908, o coronel Henri Gouraud, que havia derrotado um movimento de resistência no Sudão francês (atual Mali), assumiu o comando das forças francesas como comissário do governo do novo Território Civil da Mauritânia (criado em 1904), capturou Atar e recebeu a submissão de todos os povos Adrar no ano seguinte. Em 1912, toda a resistência em Adrar e no sul da Mauritânia havia sido reprimida. Como resultado da conquista de Adrar, a habilidade de luta dos franceses foi estabelecida e a ascendência dos marabus apoiados pelos franceses sobre os clãs guerreiros dentro da sociedade Maure foi assegurada.
A luta teve um grande impacto sobre os rebanhos de animais dos nômades Maures, que procuraram reabastecer seus rebanhos da maneira tradicional - atacando outros acampamentos. De 1912 a 1934, as forças de segurança francesas frustraram repetidamente esses ataques. O último ataque dos nômades do norte particularmente problemáticos e de longo alcance, o Reguibat, ocorreu em 1934, cobriu uma distância de 6.000 quilômetros e capturou 800 cabeças de gado, 270 camelos e 10 escravos. No entanto, exceto por pequenas incursões e ataques ocasionais - Port-Etienne (atual Nouadhibou) foi atacado em 1924 e 1927 - os Maures em geral concordaram com a autoridade francesa. Com a pacificação, os franceses assumiram a responsabilidade de governar o vasto território da Mauritânia.

## Política colonial francesa
Desde a época da Revolução Francesa em 1789, as duas principais características da política colonial francesa na África Ocidental foram a busca por prestígio internacional e a assimilação cultural das populações indígenas . Os esforços da França para construir um império colonial podem ser considerados uma reação aos sucessos imperiais britânicos : as colônias foram um fardo necessário que os franceses assumiram para manter sua estatura internacional. Esses esforços sempre estiveram subordinados às considerações da política continental. Como resultado, pouca atenção foi dada ao desenvolvimento político, social e econômico dos territórios ultramarinos.
A política de assimilação teve suas origens na Revolução Francesa, quando a Convenção Nacional de 1794 declarou que todas as pessoas que viviam nas colônias eram cidadãos franceses e gozavam de todos os direitos republicanos. Sob Napoleão e o Consulado (1799-1804), a lei foi logo revogada. Em 1848, no início da Segunda República, os direitos de cidadania foram novamente estendidos e a representação na Assembleia Nacional foi fornecida para as quatro comunas do Senegal (Saint-Louis, Dakar, Rufisque e Gorée). Embora esses direitos tenham sido mantidos pelos senegaleses, eles não se aplicavam à Mauritânia ou a outros territórios franceses na África Ocidental. Em outras partes da África Ocidental, embora a assimilação fosse a base teórica da administração, desenvolveu-se uma política que compartilhava elementos da prática colonial britânica. Por exemplo, os africanos eram súditos da França, não cidadãos, e não tinham direitos políticos ou direitos de representação. A administração centralizada e direta incorporada na doutrina da assimilação foi mantida, no entanto, e uma colaboração funcional entre os governantes franceses e uma elite indígena assimilada se desenvolveu. Embora na Segunda Guerra Mundial a política colonial ainda fosse rotulada como assimilacionista, apenas alguns poucos africanos foram assimilados. Para a maioria dos africanos, as realidades da política colonial francesa estavam longe do espírito do igualitarismo francês.

## Administração francesa durante a Segunda Guerra Mundial
A Mauritânia, um apêndice de longa data do Senegal, não foi considerada digna da despesa necessária para pacificá-la e desenvolvê-la até que Coppolani conseguisse mudar a atitude do governo francês. Em 1904, a França reconheceu a Mauritânia como uma entidade separada do Senegal e organizou-a como um protetorado francês sob um delegado geral em Saint-Louis. Com o sucesso das primeiras tentativas de pacificação, o status da Mauritânia foi elevado ao de território civil administrado por um comissário de governo (primeiro Coppolani, depois Gouraud). Embora formalmente separada da África Ocidental Francesa (Afrique Occidentale Française - AOF), criada em 1895, a Mauritânia estava intimamente ligada à sua estrutura administrativa e tinha seu orçamento anual anexado ao da AOF. Em 4 de dezembro de 1920, por decreto do Ministério Colonial de Paris, a Mauritânia foi oficialmente incluída na AOF com os seis outros territórios da África Ocidental francesa — Senegal, Sudão francês, Guiné, Costa do Marfim, Daomé (atual Benin) e Níger .
A AOF foi organizada em pirâmide sob uma estrutura federal centralizada em Dacar. Nomeado diretamente pelo presidente da República Francesa, o governador geral da AOF passou a ter grande poder devido à instabilidade e à curta duração dos governos da Terceira República em Paris. O governador geral era o chefe da burocracia administrativa centralizada, consistindo em um vice-governador para cada território, o comandante de uma cercle (uma subdivisão administrativa colonial) e chefes de subdivisões, cantões e aldeias. A figura-chave do sistema era o comandante de cada cercle, quase sempre europeu e mais próximo da população indígena em suas funções de arrecadação de impostos, fiscalização de obras, manutenção da paz e segurança e execução de decretos administrativos. Geralmente, as subdivisões subordinadas ao comandante eram ocupadas por africanos. Para essas posições, os franceses confiavam em grande medida na hierarquia tradicional dos chefes ou de seus filhos. De acordo com sua política de governo direto e centralizado, os franceses deixaram claro que esses chefes africanos exerciam autoridade não em virtude de sua posição tradicional, mas em virtude de seu status de administradores coloniais modernos.
Antes de 1946, nenhum órgão legislativo existia na AOF. O governador geral foi auxiliado pelo Grande Conselho em Dacar, Senegal, que desde 1925 representava os principais grupos de interesse da federação (militares, funcionários públicos e empresários). Mas o conselho tinha apenas status consultivo e seus membros eram todos nomeados pelo governador-geral. Conselhos administrativos semelhantes aconselharam os vice-governadores em todos os territórios, exceto na Mauritânia e no Níger.
A estrutura administrativa da Mauritânia está de acordo com a estrutura administrativa do resto dos territórios AOF. Houve, no entanto, algumas diferenças muito importantes. Ao contrário dos outros territórios (com a possível exceção do Níger), a maioria dos cercles ainda tinha comandantes militares devido à data tardia de pacificação do território. Os conflitos resultantes entre as autoridades militares e civis causaram frequentes mudanças e reorganizações administrativas, incluindo mudanças nas fronteiras que tendiam a criar confusão.
A importância do papel dos chefes Maure tradicionais na administração foi a diferença mais significativa entre a Mauritânia e os outros territórios da AOF e provavelmente teve o maior impacto contínuo. É digno de nota até que ponto a prática administrativa na Mauritânia contradizia a política francesa de governo direto e se assemelhava ao governo britânico indireto. Desde o tempo de Coppolani, o governo dependia muito dos marabus para apoio e administração. Em reconhecimento ao apoio dado por Shaykh Sidiya de Trarza, os franceses colocaram a escola de estudos islâmicos em Boutilimit sob seu controle. Os administradores tradicionais da justiça islâmica, os qadis, foram colocados na folha de pagamento da França sem supervisão, e as nomeações administrativas dos chefes estavam sujeitas à aprovação do tradicional jamaa.
Em um esforço para manter a ordem em todo o território turbulento, os franceses cooptaram os líderes de certos grupos guerreiros para servir à administração. Entre eles, destacam-se os emires de Trarza, Brakna e Adrar, os três homens mais poderosos da colônia, que foram auxiliados por 50 chefes de grupos menores e mais de 800 chefes de facções e subfações. Embora tenha havido extensa interferência francesa nas operações das autoridades tradicionais, a estrutura social tradicional da Mauritânia foi mantida e lançada no mundo moderno.
Com a eclosão da Segunda Guerra Mundial em 1939, os territórios africanos da França foram chamados a fornecer tropas e provisões para o esforço de guerra. Depois da queda da França em 1940, o governo de Vichy assumiu o controle da AOF e substituiu a política oficial de assimilação por uma política de discriminação racial em lojas, trens e hotéis. As instituições democráticas existentes foram reprimidas e os conselhos administrativos foram abolidos. Elementos da política colonial francesa, como o indigénat e o trabalho forçado, foram abusados. Os chefes, com os quais confiava o governo de Vichy em Dacar, eram cada vez mais vistos como colaboradores por seu povo à medida que as demandas de produção agrícola e trabalho forçado relacionadas com a guerra os sitiavam. A resistência esporádica a esses abusos foi recebida com punição sumária.
Em reconhecimento do sofrimento do povo dos territórios da AOF durante a guerra e da contribuição da AOF para o esforço de guerra dos Franceses Livres (em uma época, mais da metade das forças francesas livres eram africanas), os oficiais da França Livre convocaram uma conferência em Brazzaville, Congo, em junho de 1944 para propor reformas da administração colonial do pós-guerra. A conferência favoreceu uma maior liberdade administrativa em cada colônia, combinada com a manutenção da unidade por meio de uma constituição federal. Também recomendou a abolição do trabalho indigénat e forçado, o estabelecimento de sindicatos, a rápida extensão da educação e a concessão do sufrágio universal . A conferência se opôs firmemente, no entanto, a qualquer conceito de evolução fora do bloco francês e apelou para a aplicação plena da doutrina assimilacionista. A Conferência de Brazzaville foi o início de uma grande mudança política e social que levaria a Mauritânia e outros Estados africanos franceses à independência em menos de dezessete anos.

## Reformas pós-guerra
Apenas ligeiramente desenvolvida e negligenciada por muito tempo, a Mauritânia não desempenhou nenhum papel no crescente nacionalismo na AOF após a Segunda Guerra Mundial. A constituição de 1946 da Quarta República Francesa estabeleceu as ex-colônias da AOF como territórios ultramarinos da França integralmente ligados à União Francesa. A administração francesa em Saint-Louis manteve a jurisdição em direito penal, liberdades públicas e organização política e administrativa; o Ministério Colonial ainda poderia governar por decreto, se o decreto não violasse uma lei. O trabalho indigénat e forçado foi abolido, e a cidadania francesa foi estendida a todos os habitantes dos territórios franceses que desejassem renunciar ao seu status legal local.
A representação eletiva existia em três níveis: territorial, federação (AOF) e nacional (francês). Um Conselho Geral (rebatizado de Assembleia Territorial em 1952) foi estabelecido em cada território com amplo controle sobre o orçamento, mas com apenas poderes consultivos sobre todas as outras questões. O Conselho Geral da Mauritânia era composto por vinte e quatro membros, oito eleitos pelos europeus e dezasseis eleitos pelos mauritanos. Cada território tinha cinco representantes, eleitos por seu Conselho Geral, no Grande Conselho da AOF em Dacar, Senegal, que tinha autoridade geral sobre orçamento, política, administração, planejamento e outros assuntos para toda a AOF. Cada território também enviou representantes à Assembleia Nacional, ao Conselho da República e à Assembleia da União Francesa em Paris.
A franquia criada pela constituição francesa de 1946 era pequena e restrita a funcionários do governo, assalariados, veteranos, proprietários de propriedades registradas e membros ou ex-membros de associações, cooperativas ou sindicatos locais. Consequentemente, nas eleições mauritanas de 1946, havia menos de 10.000 eleitores qualificados. Em 1947, indivíduos alfabetizados em francês e árabe foram acrescentados ao eleitorado e, em 1951, chefes de família e mães de duas crianças foram elegíveis. Em 1956, o sufrágio se tornou universal.
Antes de 1946, o território da Mauritânia formava uma unidade eleitoral com o Senegal, representada por um único senador no Senado francês . A constituição de 1946, no entanto, separou a Mauritânia do Senegal politicamente, dando-lhe um deputado à Assembleia Nacional Francesa. Ao mesmo tempo, o Conselho Geral bicameral, que foi reorganizado na Assembleia Territorial unicameral em 1952, foi estabelecido na Mauritânia. No entanto, a atividade política na Mauritânia foi mínima. O primeiro partido do território, a Entente da Mauritânia, era chefiado por Horma Ould Babana, que serviu como o primeiro deputado da Mauritânia à Assembleia Nacional Francesa.
A Entente da Mauritânia foi fundada em 1946 sob os auspícios de Leopold Senghor e Lamine Gueye da seção senegalesa do Partido Socialista Francês. Formada especificamente para as eleições de 1946, a Entente da Mauritânia não era nem bem organizada nem com base nas massas. Ainda assim, em uma plataforma que clamava por um movimento em direção à independência e eliminação de chefias, Babana derrotou facilmente o candidato da administração conservadora francesa e os principais clérigos. O novo deputado, porém, passou a maior parte de seu mandato de cinco anos em Paris, sem contato com a política na Mauritânia. Como resultado, em seu retorno para as eleições de 1951, Babana foi derrotado pela União Progressista da Mauritânia, liderada por Sidi el Moktar N'Diaye e apoiada pela administração colonial e seus aliados, as tradicionais classes dominantes seculares e clericais Maure, que temiam programa "socialista" da Entente da Mauritânia. Na eleição de 1952 para membros da Assembleia Territorial, a União Progressista da Mauritânia conquistou as vinte e duas das vinte e quatro cadeiras.
As reformas de 1956, ou Loi-Cadre, foram ainda mais abrangentes do que as de 1946. Diante do crescente nacionalismo e do desenvolvimento de uma consciência política na AOF, a Loi-Cadre encerrou a fase integracionista da política colonial francesa e concedeu um grau considerável de autonomia interna aos territórios ultramarinos. O sufrágio universal e a eliminação do sistema eleitoral de colégio duplo levaram à criação de conselhos representativos distritais e locais e a uma grande ampliação dos poderes das assembléias territoriais. Cada território agora poderia formular suas próprias políticas internas, embora os territórios continuassem a depender da França para decisões relativas a negócios estrangeiros, defesa, educação superior e ajuda econômica.
A disposição mais importante da Loi-Cadre de 1956 foi o estabelecimento de um conselho de governo para assumir as principais funções executivas de cada território que até então havia sido desempenhado por um oficial colonial nomeado por Paris. Os conselhos eram compostos de três a seis ministros eleitos pelas assembleias territoriais por recomendação do partido dominante. Cada ministro foi encarregado de supervisionar um departamento funcional do governo. O chefe dos ministros tornou-se vice-presidente do conselho e, com efeito, se não no título, primeiro-ministro. Na Mauritânia, essa pessoa era Moktar Ould Daddah, o único advogado do país e membro de uma proeminente família clerical pró-França.

## Caminho para a independência e a busca pela unidade nacional
O primeiro governo da Mauritânia foi investido em maio de 1957 e simbolicamente escolheu como sua nova capital Nouakchott, que por design estava situada quase exatamente entre o vale do rio Senegal, habitado principalmente por fazendeiros negros, e a fortaleza Maure em Adrar. A escolha representou um compromisso entre essas duas áreas concorrentes. Também deu o tom para a abordagem de Daddah aos conflitos políticos da Mauritânia: compromisso e conciliação em prol da unidade nacional.
O maior desafio para a unidade nacional era a população heterogênea da Mauritânia. Como em todos os estados do Sahel, as regiões do sul da Mauritânia eram habitadas principalmente por camponeses que racial e culturalmente pertenciam à África negra, enquanto a população de suas regiões do norte eram nômades do deserto que se identificavam com o mundo árabe. Na independência, estima-se que 1,5 a 1,8 milhão de pessoas na Mauritânia podem ser divididas em três grupos: um terço dos habitantes era racial e etnicamente maures; outro terço, embora racialmente negro ou misto de Maure-negros, eram etnicamente Maures (esse grupo de Maures negros era essencialmente uma classe escrava até 1980, quando a escravidão foi abolida); e o terço restante era racial e etnicamente negro, assemelhando-se em muitos aspectos às populações dos vizinhos Senegal e Mali.
A realização da unidade nacional foi impedida pelos desejos de alguns Maures, principalmente das seções do norte do país, de se unirem ao Marrocos, e pelos desejos contrabalançados de muitos negros de se separarem da Mauritânia e ingressarem na Federação do Mali. A derrota da Entente e de Babana da Mauritânia pela União Progressiva da Mauritânia nas eleições de 1951 e 1956, que estabeleceram o domínio da União Progressiva da Mauritânia, levou Babana e vários de seus seguidores no verão de 1956 a fugir para Marrocos, onde Babana tornou-se chefe do Conselho Nacional da Resistência da Mauritânia. Com o apoio de muitos Maures dentro da Mauritânia, este grupo apoiou as reivindicações de Marrocos à Mauritânia e, por extensão, a oposição de Marrocos à independência da Mauritânia.
Para contrabalançar as simpatias pró-marroquinas de muitos Maures, grupos minoritários do sul formaram um partido regional, o Bloco Democrático Gorgol, comprometido com a prevenção de uma união Magrebiana e com a manutenção de laços estreitos com os países negros da África. Intelectuais de várias minorias negras se reuniram em Dakar, Senegal, em 1957 e criaram a União dos Habitantes do Vale do Rio para lutar pelos direitos das minorias contra a dominação Maure.
Outro obstáculo à unidade nacional foi a inclusão de funcionários franceses nos principais ministérios das finanças e do planejamento econômico. Daddah foi educado na França e, tendo acabado de retornar à Mauritânia para formar o governo, não se envolveu nas rivalidades e na luta pelo poder. Sua conseqüente simpatia para com os franceses alienou a Associação da Juventude da Mauritânia, um grupo importante que defendia a independência total e o anticolonialismo estrito.
Nesta atmosfera de crescente fragmentação e instabilidade política, Daddah, com o forte apoio da França, clamou pela unidade entre todas as facções. No Congresso de Aleg, em maio de 1958, o Partido do Reagrupamento da Mauritânia foi formado pela fusão da União Progressista da Mauritânia, elementos da Entente da Mauritânia que expulsou Babana e do Bloco Democrático Gorgol. Este partido era liderado por Daddah como secretário-geral e Sidi el Moktar como presidente. Sua plataforma pedia que a Mauritânia se unisse à Comunidade Francesa (África francófona) e rejeitasse tanto a reivindicação de Marrocos à Mauritânia quanto uma proposta francesa de 1957 de unir a Mauritânia aos estados francófonos do Saara na Organização conjunta dos Estados Comuns do Saara, dominada pela França. A plataforma também propôs a organização sistemática dentro do país de comitês partidários locais para envolver todos os setores da população no partido. O programa do partido refletia os três principais temas da unidade da Mauritânia: a rejeição da federação com Mali ou Marrocos sob quaisquer termos, o princípio de equilíbrio entre Maures e negros dentro do partido e do governo, e a preeminência de Daddah como a única pessoa capaz de segurar o país juntos.
O Partido do Reagrupamento Mauritário representou uma união de elementos modernos e tradicionais, bem como um equilíbrio entre o norte e o sul. O domínio de elementos tradicionais que favorecem os laços estreitos com a França levou, no entanto, ao fim da unidade. Os líderes da juventude progressista, excluídos da tomada de decisão no congresso do partido reunido em Nouakchott em julho de 1958, desertaram e formaram um novo partido de oposição, o Partido da Renascença Nacional da Mauritânia (Nahda) com Ahmed Baba Miské como secretário-geral. A plataforma Nahda clamava pela independência total e imediata da França e uma reaproximação com Marrocos. Embora o programa tenha sido projetado para reunir oposição diversa ao tradicional Partido de Reagrupamento da Mauritânia, o apelo por uma reaproximação com o Marrocos fez com que os oponentes de Nahda o rotulassem de partido Maure, o que lhe custou o apoio das minorias negras. Mas os ex-membros da Entente da Mauritânia, incluindo Babana, apoiaram Nahda. Sua plataforma nacionalista anticolonial também atraiu muitos jovens Maures.

### Trabalhos citados
Handloff, Robert E., editor. Mauritânia: um estudo de país . Divisão de Pesquisa Federal da Biblioteca do Congresso (junho de 1988). Este artigo incorpora texto desta fonte, que é de domínio público.